# Jone Vesikula
Jone Vesikula (30 de abril de 1986) es un futbolista fiyiano que juega como defensor en el Lautoka.

## Carrera
Debutó en 2003 en el Ba FC y jugó en el club fiyiano hasta que en 2011, el Qormi FC de Malta lo fichó por 6 meses a préstamo. Luego regresó al club del país melanesio.

### Clubes
| Club    | País  | Año             |
| ------- | ----- | --------------- |
| Ba      | Fiyi  | 2003 - 2010     |
| Qormi   | Malta | 2011            |
| Ba      | Fiyi  | 2011 - 2016     |
| Lautoka | Fiyi  | 2016 - Presente |

### Selección nacional
Disputó 13 encuentros representando a Fiyi. Jugó tanto en la Copa de las Naciones de la OFC 2004 como en la de 2008.